# Давид Брекало
Давид Брекало (словен. David Brekalo нар. 3 грудня 1998, Любляна, Словенія) — словенський футболіст, центральний захисник клубу МЛС «Орландо Сіті» та національної збірної Словенії.

## Ігрова кар'єра

### Клубна
Давид Брекало народився у Любляні і є вихованцем столичного клубу «Браво», в якому він дебютував на професійному рівні. Сталося це у серпні 2017 року у турнірі Другого дивізіону Словенії. У сезоні 2018/19 Брекало у складі «Браво» виграв турнір Другого дивізіона і в липні 2019 року футболіст зіграв перший матч у Вищому дивізіоні чемпіонату Словенії.
В січні 2021 року зацікавленість у послугах словенського захисника виявляв шведський «Мальме». Але влітку того року Брекало перейшов до норвезького «Вікінга», з яким підписав контракт на три з половиною роки.

### Збірна
26 березня 2022 року у товариському матчі проти команди Хорватії Давид Брекало дебютував у національній збірній Словенії. Через рік, у березні 2023 року у матчі кваліфікації до чемпіонату Європи 2024 року проти збірної Казахстану Брекало відмітився першим забитим голом за збірну.